# Olympische Sommerspiele 1964/Teilnehmer (Bermuda)
| Gelbes Symbol für Goldmedaillen mit stilisierten Olympischen Ringen | Graues Symbol für Silbermedaillen mit stilisierten Olympischen Ringen | Braundes Symbol für Bronzemedaillen mit stilisierten Olympischen Ringen |
| ------------------------------------------------------------------- | --------------------------------------------------------------------- | ----------------------------------------------------------------------- |
| —                                                                   | —                                                                     | —                                                                       |

Bermuda nahm an den Olympischen Sommerspielen 1964 in der japanischen Hauptstadt Tokio mit vier Sportlern im Segeln teil. Fahnenträger bei der Eröffnungsfeier war der Offizielle Whitfield Fredrick Hayward.

## Teilnehmer nach Sportarten

### Segeln
- Jay Hooper
Finn-Dinghy: 20. Platz

- Kirk Cooper, Eugene Simmons & Conrad Soares
Drachen: 5. Platz